# نیکول بولو
نیکول بولو (انگلیسی: Nicole Bullo؛ زادهٔ ۱۸ ژوئیهٔ ۱۹۸۷) بازیکن هاکی روی یخ اهل سوئیس است.